# Blake Crouch
Blake Crouch (Statesville, 1978) è uno scrittore statunitense di gialli, thriller e fantascienza.
La sua opera più nota è la trilogia di Wayward Pines, adattata nel 2015 per una serie televisiva Wayward Pines.

## Biografia
Crouch è nato nei pressi della città di Statesville, Nord Carolina nel 1978. Ha frequentato l'Università del Nord Carolina alla Chapel Hill e si è laureato nel 2000 con una laurea in Inglese e scrittura creativa.
Ha pubblicato due romanzi, Desert Places e Locked Doors, nel 2004 e 2005. Le sue storie sono apparse in Ellery Queen's Mystery Magazine, Alfred Hitchcock's Mystery Magazine, Thriller 2 e altre antologie.
La trilogia di Crouch a sfondo distopico Wayward Pines Trilogy (2012–14)  è stata adattata per la serie TV Wayward Pines (2015 - 2 stagioni) con numerose influenze stilistiche e letterarie da Twin Peaks (David Lynch), al Pianeta delle Scimmie ad esempio il simbolo dei soldati è Alfa e Omega e l'idea dei salti temporali dei protagonisti, il romanzo 1984 e La Fattoria degli Animali di George Orwell, il romanzo di Richard Matheson del 1954 Io sono leggenda, e in generale altri film che rievocano l'intrappolamento dei protagonisti in una cittadina: Il Prigioniero tv 1967, Persone sconosciute (Persons Unknown) tv 2010 e Black River film 2001.

## Opere
- Desert Places (2004)
- Locked Doors (2005)
- Abandon (2009)
- Snowbound (2010)
- Run (2011)
- Pines (2012) - I misteri. Wayward Pines n.1 (Sperling & Kupfer, 27 apr. 2015)
- Wayward (2013) - Il bosco. Wayward Pines n.2 (Sperling & Kupfer, 5 mag. 2015)
- The Last Town (2014) - L'ultima città. Wayward Pines n.3 (Sperling & Kupfer, 5 mag. 2015)
- Dark Matter (2016) - Dark matter (Sperling & Kupfer, 28 feb. 2017)
- Recursion (2019)
- Upgrade (2022)